# Santa María de los Llanos
Santa María de los Llanos község Spanyolországban, Cuenca tartományban. Santa María de los Llanos Mota del Cuervo, Los Hinojosos, Monreal del Llano, El Pedernoso és Las Mesas községekkel határos. Lakosainak száma 668 fő (2024).

## Népesség
A település népessége az utóbbi években az alábbiak szerint változott:
| Lakosok száma | 842  | 798  | 788  | 746  | 755  | 717  | 719  | 676  | 681  | 668  |
|               | 2001 | 2004 | 2006 | 2009 | 2011 | 2014 | 2016 | 2019 | 2021 | 2024 |